# Asystasia ledermannii
Asystasia ledermannii är en akantusväxtart som beskrevs av Gustav Lindau. Asystasia ledermannii ingår i släktet Asystasia och familjen akantusväxter. Inga underarter finns listade i Catalogue of Life.